# Дипломатичне листування
Дипломатичне листування — форма зносин між державами шляхом застосування офіційної кореспонденції та різних видів дипломатичної документації, яка надходить від глав держав, урядів, МЗС та їхніх дипломатичних представництв за кордоном, в офіційних стосунках із іноземними органами зовнішніх зносин.
До документів зовнішньо-дипломатичного листування належать:
- особисті (підписні) ноти;
- вербальні ноти;
- пам'ятні записки;
- меморандуми;
- особисті листи неофіційного характеру;
- заяви.